# Corinne Hermès
Corinne Hermès, född 16 november 1961, är en fransk artist och låtskrivare. Hon gjorde debut 1979 med singeln La Ville où Je Vis.
Hon representerade Luxemburg vid Eurovision Song Contest 1983 i München, med låten Si la vie est cadeau, med vilken hon också vann tävlingen, endast sex poäng före israeliska Ofra Haza och sexton poäng före svenska Carola.
Sedan dess har hon släppt skivor i sitt hemland, men gjorde ett tretton år långt uppehåll innan hon 2006 kom tillbaka med skivan Vraie.
Hon lämnade de franska rösterna i Eurovision Song Contest 2001.